# セヴノークス・ディストリクト
セヴノークス（セブノークス、英語：Sevenoaks District）は、イングランド南東部のケント州西部にある非都市ディストリクトである。評議会の中心はセブノークスの町に置かれている。ディストリクトは1972年地方政治法（Local Government Act 1972）にしたがって1974年4月1日に、セブノークス・アーバン・ディストリクト、セヴノークス・ルーラル・ディストリクト、およびダートフォード・ルーラル・ディストリクト（Dartford Rural District）の一部が合併し、現在のようになった。

## 地理
この地域は、一方では建物やインフラのある地域、もう一方では森林や農地の多い地域にほぼ二等分されており、ディストリクト内にはダレンス川上流域とイーデン川 (River Eden, Kent) 上流域が含まれている。

緑の部分がイングランドのグリーンベルト。メトロポリタン・グリーンベルトはこの内赤色で縁取られた部分である。

地区の大部分はメトロポリタン・グリーンベルト（Metropolitan Green Belt）で覆われている。ディストリクトに関しては、北はボルー・オブ・ダートフォード（Borough of Dartford）、北東はグレイヴシャム（Gravesham）、東はトンブリッジ・アンド・マリング（Tonbridge and Malling）、南東はボルー・オブ・タンブリッジ・ウェルズ（Borough of Tunbridge Wells）と隣接する。また、南はイースト・サセックスのウィールデン・ディストリクト、南西はサリー州のタンドリッジ・ディストリクト（Tandridge District）と、同じように行政区としての地位を持たない2地区と隣接している。また、北西はロンドンのブロムリー区とベクスリー区に接する。この地区の人口は、2011年国勢調査（2011 United Kingdom census）によれば114,893人であるという。

## 地区・教区
地区内の統治の第三階層は、以下のタウン・教区で構成されている。

## 住宅と建築

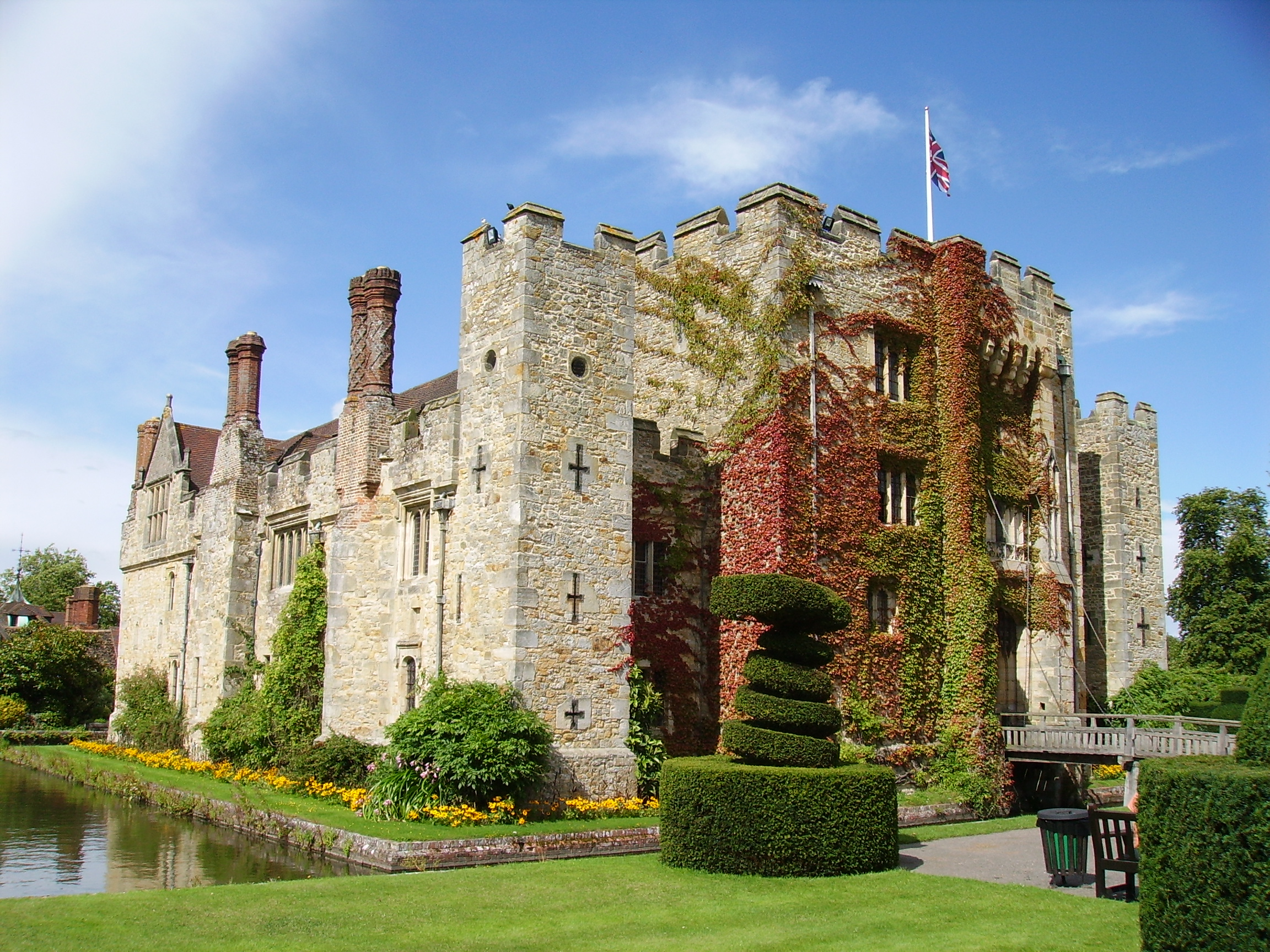
ヒーヴァー城（Hever Castle）

ディストリクト内には主要な集落が大きく以下の2か所に存在する。
- 郊外の村（セント・ジョーンズ、リヴァーヘッド、ダントン・グリーン、セヴノークス・ウィールド）に広がる郊外の町自体。
- M25・モーターウェイ内のスワンリーと、緩衝地域となるヘクスタブルとクロッケンヒル。

すべての地域で低層建築物が主流で、2階建て以上のアパートはまれである。イギリス全国リストシステム（national listing system）で最高のグレードであるグレード1にリストされている16の教会や、16世紀から18世紀にかけて富裕層がその生活を営んでいた城やイングランドのカントリー・ハウスを初め、地区内の指定建造物の数は150を超える。グレード1の建造物には、ノールハウス、チャートウェル、ペンシャルスト・プレース（Penshurst Place）、シェブニング・ハウス（Chevening）があり、そのほとんどに独自の農産物を販売する農場がある。特有の石壁が残るヒーヴァー城（Hever Castle）は、16エーカー（6.5ヘクタール）の樹木に囲まれた島で、指定公園となっている。ラリングストーン城（Lullingstone Castle）には、門番用の小屋と独立した近代的な家屋を復元して造られた華美な建造物が所在する。